# Стьопа-моряк
«Стьопа-моряк» — радянський мальований мультфільм 1955 року, який створили Валентина і Зінаїда Брумберг.

## Сюжет
У піонера Степана у житті важлива мета — встигнути зробити географічне відкриття. Вже відкрито Південний полюс і Берингову протоку, треба поспішати і тому не залишається часу на уроки.
Сестра Таня просить допомогти вирішити арифметичне завдання. Відповідь виходить сумнівна, але це і не важливо, принаймні судноводство серйозніше.
В очікуванні сусіда, моряка Михал Михалича, який обіцяв дати компас, Стьопа читає книгу «Подорож на „Яструбі“» і засинає. Уві сні він — капітан парусного судна «Яструб», його товариш Володя — штурман і помічник з продовольчої частини, а Михал Михалич — боцман. На них чекає кругосвітня подорож. Треба прокласти курс, але працювати з секстантом Степа не вміє, тому курс затверджений ним без перевірки. На своєму шляху «Яструб» зустрічає багато небезпеки...
Прокинувшись, Степан розуміє, що добрим моряком без старанного навчання не станеш, і вирішує поки не йти в море. А у Михайла Михалича, що прийшов додому, він просить не компас, а допомоги у вирішенні десяткових дробів.

## Творча група
- Автор сценарію: Сергій Єрмолінський
- Режисери-постановники: Валентина Брумберг, Зінаїда Брумберг
- Художники-постановники: Лана Азарх, Григорій Козлов
- Художник: Анатолій Сазонов
- Композитор: Андрій Волконський
- Оператор: Олена Петрова
- Звукооператор: Микола Прилуцький
- Диригент: Григорій Гамбург
- Художники-мультиплікатори: Микола Федоров, Єлизавета Комова, Вадим Долгіх, Борис Бутаков, Василь Рябчиков, Федір Хитрук, Ігор Підгорський, Тетяна Федорова, Тетяна Таранович, Володимир Крумін, Геннадій Новожилов, Надія Привалова, Костянтин Чикін
- Ролі озвучили: 
  - Лілія Гриценко: Стьопа
  - Галина Новожилова: Таня, його сестра
  - Євгенія Морес: Володя, їхній сусід
  - Михайло Яншин: Михал Михалич
  - Ераст Гарін (не вказано в титрах): іграшковий клоун (він же — голос по радіо)